# Adium
Adium é um mensageiro instantâneo para Mac OS X com suporte a múltiplos protocolos através da biblioteca libpurple. É escrito utilizando a API do Cocoa, e está liberada sob a Licença GPL.

## Protocolos
Adium suporta diversos protocolos de mensageiros instantâneos.

## Novidades Adium
- v.1.3.10 (12/01/2010)
  - Desativado o CAPTCHA Facebook;
  - atualização do plugin Facebook;
  - Atualização do libjson-glib;
  - Corrigido alguns problemas de compatibilidade com sistemas de 64 bits.